# Lyle Berman
Lyle Arnold Berman (* 6. August 1941 in Minneapolis, Minnesota) ist ein professioneller US-amerikanischer Pokerspieler und Unternehmer. Er ist dreifacher Braceletgewinner der World Series of Poker und Mitglied der Poker Hall of Fame.

## Geschäftsmann
Berman wuchs in Minnesota auf und studierte an der University of Minnesota. 1964 erhielt er einen Abschluss in Betriebswirtschaft. Er arbeitete zunächst als Betriebswirt in einer Lederfabrik, welche seinem Vater gehörte. Nach dem Verkauf leitete Berman sechs Jahre ein Restaurant. Anfang des Jahres 1990 konzentrierten sich seine Investitionen auf Casino-Unternehmen. Berman war Mitgründer der Firma Grand Casinos Inc., die in Außenbezirken von Las Vegas und Atlantic City Casinos erbaute. Er wurde bei diesen sogenannten Indianer-Casinos zum Geschäftsführer. Aufgrund seiner Arbeit erhielt die B’nai B’rith 1995 die Great-American-Traditions-Auszeichnung und den Gaming-Executive-of-the-Year-Preis im Jahr 1996. Berman lebt in Plymouth und hat vier Kinder.

## Pokerspieler

### Werdegang
2005 belegte Berman bei der National Heads-Up Poker Championship im Golden Nugget Las Vegas den fünften Platz. Er verlor gegen den späteren Gewinner Phil Hellmuth. Bezüglich des Buches Positively Fifth Street von James McManus finanzierte er T. J. Cloutier zahlreiche Pokerturniere, u. a. das Main Event der World Series of Poker 2000. Doyle Brunson bezeichnete Berman als einen von den Spielern, die er am meisten respektiert. Sein Sohn Brad Berman spielt auch Poker und eliminierte Brunson im Main Event der World Series of Poker 2004.
Berman sicherte sich in den Jahren 1989, 1992 und 1994 insgesamt drei Bracelets bei der World Series of Poker in Las Vegas. Obwohl er Cash Games mit hohen Einsätzen bevorzugt, gewann er bei Pokerturnieren über 2,5 Millionen US-Dollar. Im Jahr 2002 wurde er in die Poker Hall of Fame aufgenommen.
Als Co-Autor schrieb er mit Marvin Karlins zusammen das Buch I’m All In: Lyle Berman and the Birth of the World Poker Tour. Es beinhaltet autobiographische Elemente von seiner Kindheit, seinen Geschäftsideen, seine Meinung über Poker und Las Vegas, sowie seine Erfahrung mit der Erschaffung der World Poker Tour und was sie heute ist.

### Braceletübersicht
Berman kam bei der WSOP 22-mal ins Geld und gewann drei Bracelets:
| Jahr | Buy-in (in $) | Turnier                      | Teilnehmer | Preisgeld (in $) |
| ---- | ------------- | ---------------------------- | ---------- | ---------------- |
| 1989 | 1500          | Limit Omaha                  | 181        | 108.600          |
| 1992 | 2500          | No Limit Texas Hold’em       | 192        | 192.000          |
| 1994 | 5000          | No Limit Deuce to Seven Draw | 057        | 128.250          |